# Decca-Sender Madfeld
Der Decca-Sender Madfeld (auch Decca-Sender Brilon) – häufig auch in Großbuchstaben geschrieben: DECCA-Sender – war die Masterstation der deutschen Decca-Kette in Madfeld bei Brilon.

## Geschichte

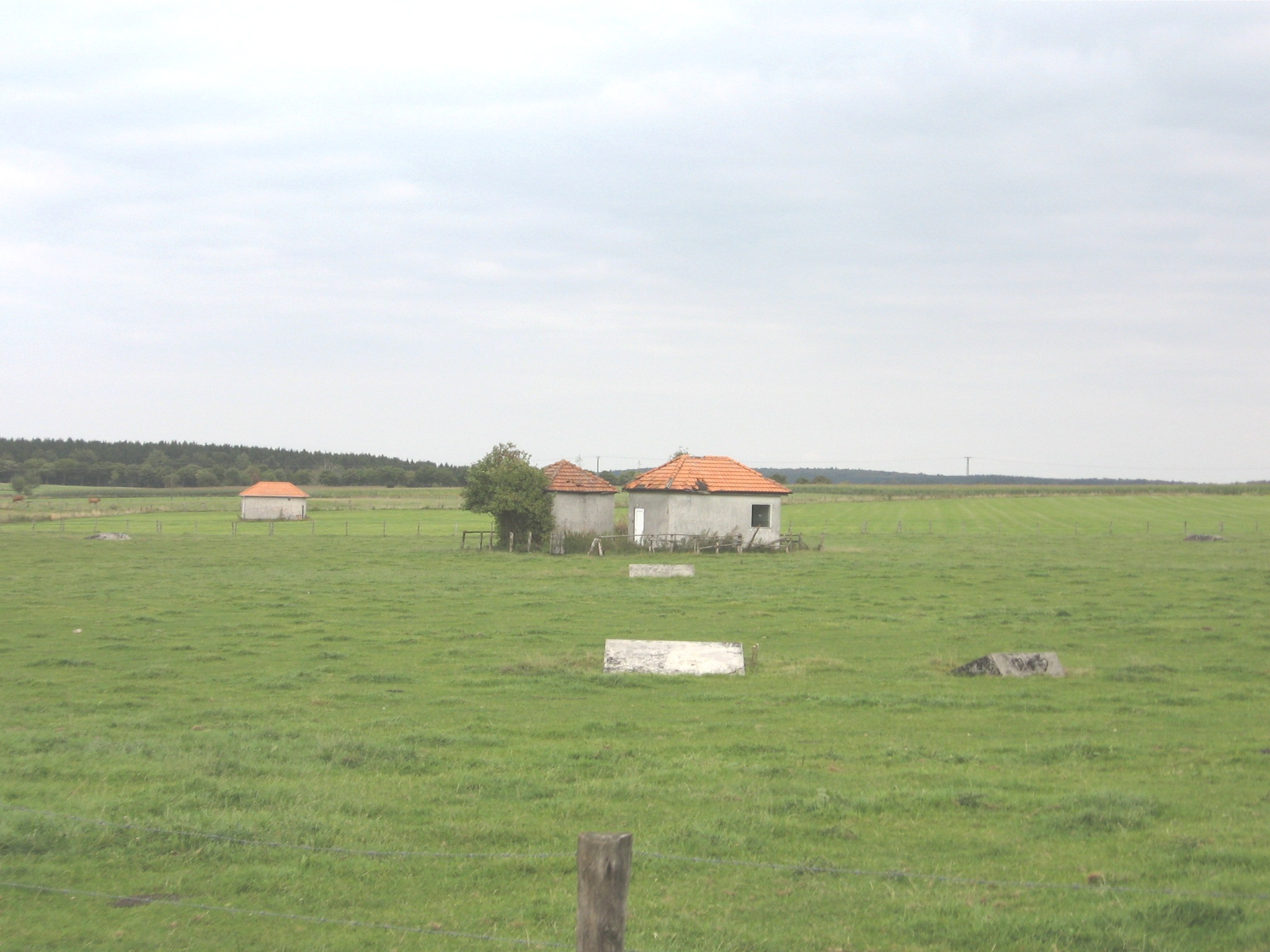
Teilansicht des Decca-Geländes (2009)

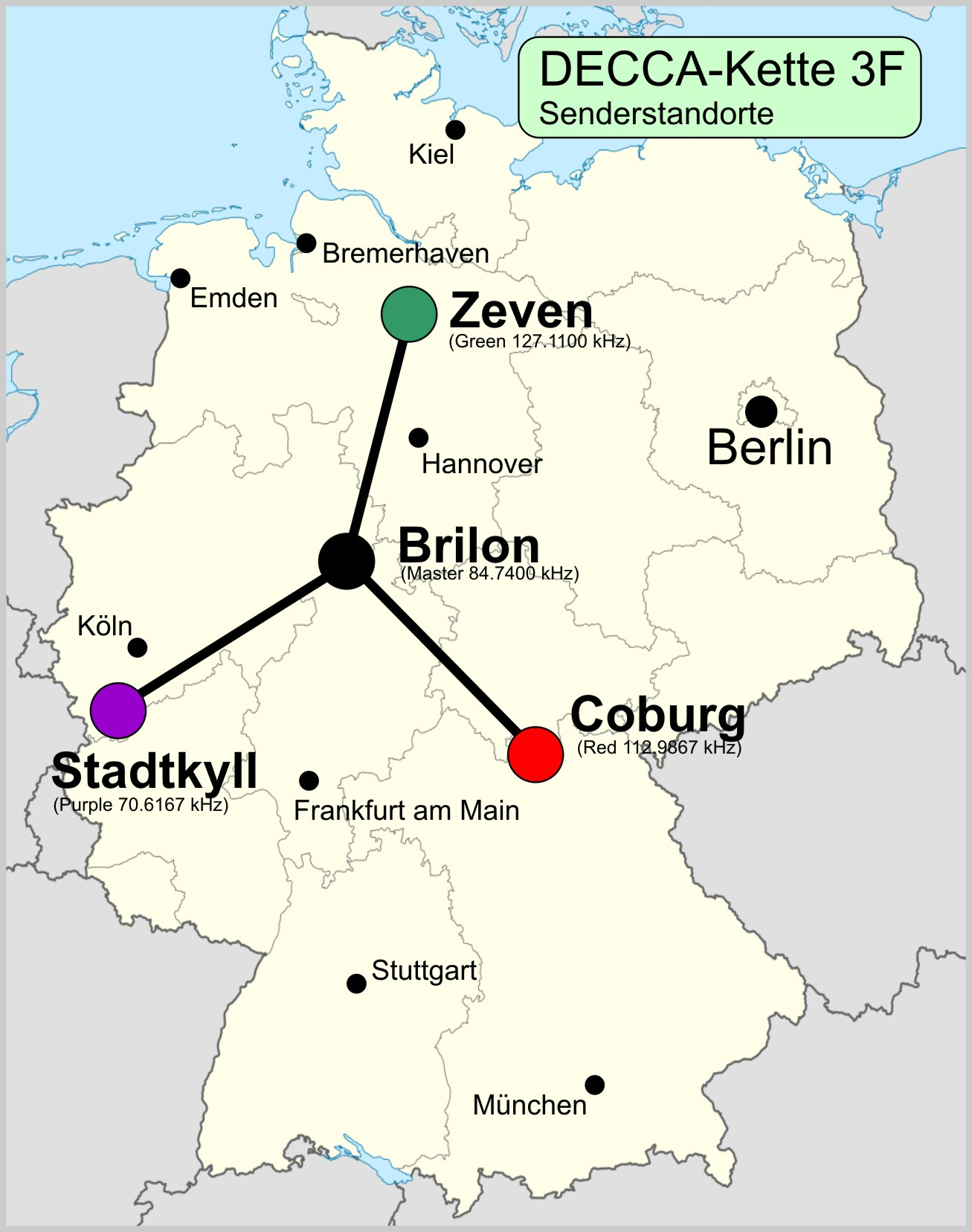
Decca-Kette 3F

Am 24. Dezember 1943 wurde auf dem Gelände der späteren Decca-Station eine Luftnachrichtenstelle eingerichtet. In ihr befanden sich Horch- und Navigationsgeräte der Luftwaffe. Sie dienten der Steuerung der „V1“ und „V2“. Am 29. März 1945 sprengten deutsche Truppen diese Geräte. Die Arbeitsmaiden und Luftwaffenhelferinnen blieben vorerst in Madfeld oder den umliegenden Dörfern.
Im Auftrag der Decca-Navigator Company Ltd. errichtete 1952 Telefunken den Sendemast. Die ersten Mitarbeiter waren deutsche Staatsangehörige, sie wurden aber von britischen Technikern ersetzt. Der Decca-Sender Madfeld wurde wie die gesamte deutsche Decca-Kette nach der deutschen Wiedervereinigung überflüssig und im Frühjahr 1992 abgeschaltet.
Der Sendemast wurde 1994 abgebaut. Allerdings waren die Gebäude der Sendeanlage, die Betonfundamente des Antennenmasts und die Betonfundamente der Verankerung der Abspannseile auf dem Grundstück direkt an der Landstraße 956 von Madfeld nach Bleiwäsche immer noch vorhanden. 2020 wurde das größte Gebäude direkt an der Straße abgerissen und die Fläche zu Grünland umgewandelt.

## Technik
Der Decca-Sender Madfeld wurde auf der Frequenz 84,7400 kHz betrieben. Gemeinsam mit den Sendern Lautertal (rot), Zeven (grün) und Stadtkyll (violett) bildete er die deutsche Decca-Kette 3F. Er diente zur Funknavigation beim Flugverkehr in den drei Luftkorridoren von und nach West-Berlin. Gleichzeitig wurde er für die Schifffahrt genutzt.

Der Sender verwendete als Sendeantenne einen 105 Meter hohen, gegen Erde isolierten, abgespannten selbststrahlenden Sendemast. Dieser Turm war befeuert. Außerdem standen auf dem Gelände drei weitere kleinere Sendemasten.